# Samson (Vorname)
Samson ist ein männlicher Vorname.

## Herkunft und Bedeutung
Der Name Samson geht auf den hebräischen Namen שִׁמְשׁוֹן šimšōn zurück. Dieser besteht aus dem Element שֶׁ֫מֶשׁ šæmæš „Sonne“ und der hypokoristischen oder Diminutivendung -ōn, die sich aus -ān entwickelte. Somit bedeutet der Name „Kleine Sonne“, „Sönnchen“.
Der Name geht auf den biblischen Richter Simson zurück (Ri 13,14  u. ö.). Vermutlich ist er als Zärlichkeitsname zu verstehen, der die Freude der Eltern über ihr Kind ausdrückt. Es ist auch möglich, dass beim Namen ein theophores Element ausgefallen ist, diese Annahme ist jedoch spekulativ.

## Verbreitung
In Deutschland wird der Name Samson [ˈzam.zɔn] nur sehr selten vergeben. Zwischen 2010 und 2024 wurde er etwa 300 Mal als erster Vorname vergeben.
Der Name Samson [ˈsæm.sən] wurde in den USA ab dem Ende der 1970er Jahre regelmäßiger vergeben, blieb jedoch ausgesprochen selten. In den 2010er Jahren nahm seine Popularität etwas zu, sodass er seit 2016 zu den 600 meistgewählten Jungennamen des Landes zählt (Ausnahme: 2017). Im Jahr 2023 belegte der Name Rang 567 der Vornamenscharts.
Auch in England und Wales kommt der Name nur selten vor. Zwischen 2017 und 2016 konnte er wiederholt die Top-500 der Vornamenscharts erreichen. Seitdem sank seine Popularität auf Rang 728 im Jahr 2023.
In Frankreich war der Name Samson [sɑ̃.sɔ̃] vor allem zu Beginn des 20. Jahrhunderts beliebt. Bis ins Jahr 1942 sowie in den Jahren 1945 und 1948 zählte er zu den 500 beliebtesten Jungennamen des Landes. Als höchste Platzierung erreichte er im Jahr 1917 Rang 226.

## Varianten
- Arabisch: شَمْشُونُ šimšun
- Bulgarisch: Самсон Samson
- Deutsch: Simson
- Englisch: Sampson
  - Diminutiv: Sammie, Sammy
- Griechisch: Σαμψών Sampsōn
- Hebräisch: שִׁמְשׁוֹן šimšōn
- Italienisch: Sansone
- Niederländisch: Simson
- Persisch: سامسون sāmsôn
- Portugiesisch: Sansão
- Russisch: Самсон Samson
- Schwedisch: Simson
- Spanisch: Sansón
- Türkisch: Şimşon
- Ukrainisch: Самсон Samson
- Ungarisch: Sámson

## Namenstag
Der Namenstag von Samson wird nach Samson von Dol am 28. Juli gefeiert.

## Bekannte Namensträger

### Einname
- Samson, Großvater Thidreks af Berne (Dietrich von Bern) in der Thidrekssaga
- Samson von Dol (ca. 490–565), keltischer Bischof, Heiliger
- Samson de Mauvoisin († 1161), Erzbischof von Reims

### Vorname
- Samson Baidoo (* 2004), österreichischer Fußballspieler
- Samson Kiprono Barmao (* 1982), kenianischer Marathonläufer
- Samson Lim Choachuy (1952–2007), philippinischer Esoteriker, Begründer des GMCKS Pranic-Healing und des GMCKS Arhatic Yoga
- Samson Breuer (1891–1974), deutschstämmiger israelischer Mathematiker
- Samson Kiptoo Bungei (* 1982), kenianischer Marathonläufer
- Samson Burke (* 1930), kanadischer Bodybuilder und Schauspieler
- Samson Cerfberr de Medelsheim (1778–1826), französischer Abenteurer und Schriftsteller
- Samson Colebrooke (* 1997), bahamaischer Sprinter
- Samson Dauda (* 1986), nigerianisch-britischer Bodybuilder
- Samson Ebukam (* 1995), nigerianischer American-Football-Spieler
- Samson Eitrem (1872–1966), norwegischer klassischer Philologe und Religionswissenschaftler
- Samson Flexor (1907–1971), französischer und brasilianischer Maler
- Samson Fox (1838–1903), britischer Ingenieur, Industrieller und Philanthrop
- Samson François (1924–1970), französischer Pianist und Komponist
- Samson Godwin (* 1983), nigerianischer Fußballspieler
- Samson Gunzenhauser (1830–1893), deutscher Rabbiner
- Samson Heine (1764–1828), Düsseldorfer Tuchhändler
- Samson Raphael Hirsch (1808–1888), deutscher Rabbiner und Schriftsteller
- Samson Hochfeld (1871–1921), deutscher Rabbiner und Gelehrter
- Samson Jones (* 1979), deutscher Rapper
- Samson Kandie (1971–2024), kenianischer Marathonläufer
- Samson Kayo (* 1991), britischer Schauspieler und Drehbuchautor
- Samson Kiflemariam (* 1984), eritreischer Leichtathlet
- Samson Kisekka (1912–1999), ugandischer Politiker
- Samson Kitur (1966–2003), kenianischer Sprinter
- Samson Kosgei (* 1974), kenianischer Marathonläufer
- Samson Semjonowitsch Kutateladse (1914–1986), russischer Physiker und Hochschullehrer
- Samson Landmann (1816–1899), deutscher Arzt und Kommunalpolitiker
- Samson Mason (1793–1869), US-amerikanischer Jurist und Politiker
- Samson Morris (1908–1976), grenadischer Pädagoge und Menschenrechtsaktivist
- Samson Oghenewegba Nathaniel (* 1997), nigerianischer Sprinter
- Samson Kiplangat Ngetich (* 1986), kenianischer Biathlet und Leichtathlet
- Samson Occom (1723–1792), Indianer, Geistlicher der Presbyterian Church (U.S.A.)
- Samson Oyeledun (* 1958), nigerianischer Sprinter
- Samson Pollen (1931–2018), amerikanischer Illustrator
- Samson Ramadhani (* 1982), tansanischer Langstreckenläufer
- Samson Raphaelson (1896–1983), US-amerikanischer Drehbuchautor
- Samson Reinhart (* 1995), kanadischer Eishockeyspieler
- Samson Rothschild (1848–1939), deutscher jüdischer Lehrer und Historiker
- Samson Iossifowitsch Samsonow (1921–2002), russischer Filmregisseur
- Samson Schames (1898–1967), deutsch-amerikanischer Maler
- Samson Schmalkalder (* 1662), Ingenieuroffizier und Kartograph in den Truppen des Schwäbischen Reichskreises
- Samson Schmitt (* 1979), französischer Gypsy-Jazz-Gitarrist
- Samson Shatashvili, sowjetischstämmiger mathematischer Physiker
- Samson Shukardin (* 1961), pakistanischer Ordensgeistlicher, römisch-katholischer Bischof von Hyderabad in Pakistan
- Samson Sor Siriporn (* 1983), thailändische Damen-Boxweltmeisterin des WBCs
- Samson Xenofontowitsch Suchanow (1766–1844), russischer Steinmetz und Bildhauer
- Samson Tijani (* 2002), nigerianischer Fußballspieler
- Samson Tschanba (1886–1937), abchasisch-sowjetischer Schriftsteller, Dramatiker und Politiker
- Samson Vuilleumier (1804–1889), Schweizer evangelischer Geistlicher und Hochschullehrer
- Samson Weisse († 1946), deutscher Rabbiner
- Samson Wertheimer (1658–1724), kaiserlicher Hoffaktor, Oberrabbiner und Förderer des Judentums

Weiterer Vorname
- Emanuel Samson van Beever (1876–1912), niederländischer Maler
- Georges Samson Denola (1865–1944), französischer Komponist, Varietékünstler, Regisseur und Schauspieler
- Frederick Samson Robert Morice Fox (* 1989), britischer Film- und Theaterschauspieler
- André Charles Samson Gailhard (1885–1966), französischer Komponist
- Vitali Samson Emmanuelowitsch Halberstadt (1903–1967), französischer Autor von Schachkompositionen
- Hans Samson Herz (1892–1962), deutscher Zeitungs- und Rundfunkjournalist
- Guido Samson von Himmelstjerna (1809–1868), deutsch-baltischer Militärarzt und Hochschullehrer
- Reinhold Samson von Himmelstjerna (1778–1858), livländischer Landespolitiker
- Samson Gwede Mantashe (* 1955), südafrikanischer Politiker und Gewerkschafter
- Ludwig Samson von Rathsamhausen zu Ehenweyer (1740–1819), deutscher Jurist, Regierungspräsident in Darmstadt